# Wildfeld
Das Wildfeld ist ein 2043 m ü. A. hoher Gipfel der Eisenerzer Alpen in der Steiermark. 
Das Wildfeld steht im etwa 30 km langen Hauptkamm der Gebirgskette, etwa mittig zwischen Zeiritzkampel (2126 m) und Eisenerzer Reichenstein (2165 m). Der Name leitet sich aus dem Wildreichtum seiner botanisch interessanten Hochfläche ab, die mit ihren Mulden und Karen eine gute Äsung für das Wild bietet. Weitere Gipfel im Wildfeldzug sind der Speikkogel (2040 m) und der Stadelstein (2070 m).
Vom Süden bis Osten hat der Gipfel steile, etwas brüchige Felswände, ist aber durch drei gute Wege erschlossen:
- Der Berg erhebt sich 7 km südwestlich der Montanstadt Eisenerz und ist von dort her über das Tal der Ramsau zu besteigen
- von Südosten ab Trofaiach dem 13 km langen Trofaiacher Gößgraben folgend (Da an manchen Winterwochenenden zu viele Tourengeher kommen, musste für den Trofaiacher Gößgraben eine strikt einzuhaltende Parkordnung eingeführt werden)
- von Süden, ab Kalwang durch den Langteichengraben

Über den Gipfel verläuft der Eisenerzer-Alpen-Kammweg (Nr. 673).
Im Winter ist das Wildfeld ein beliebtes Ziel für Schitouren, von den Einheimischen wird es deshalb auch manchmal „Steirischer Arlberg“ genannt.

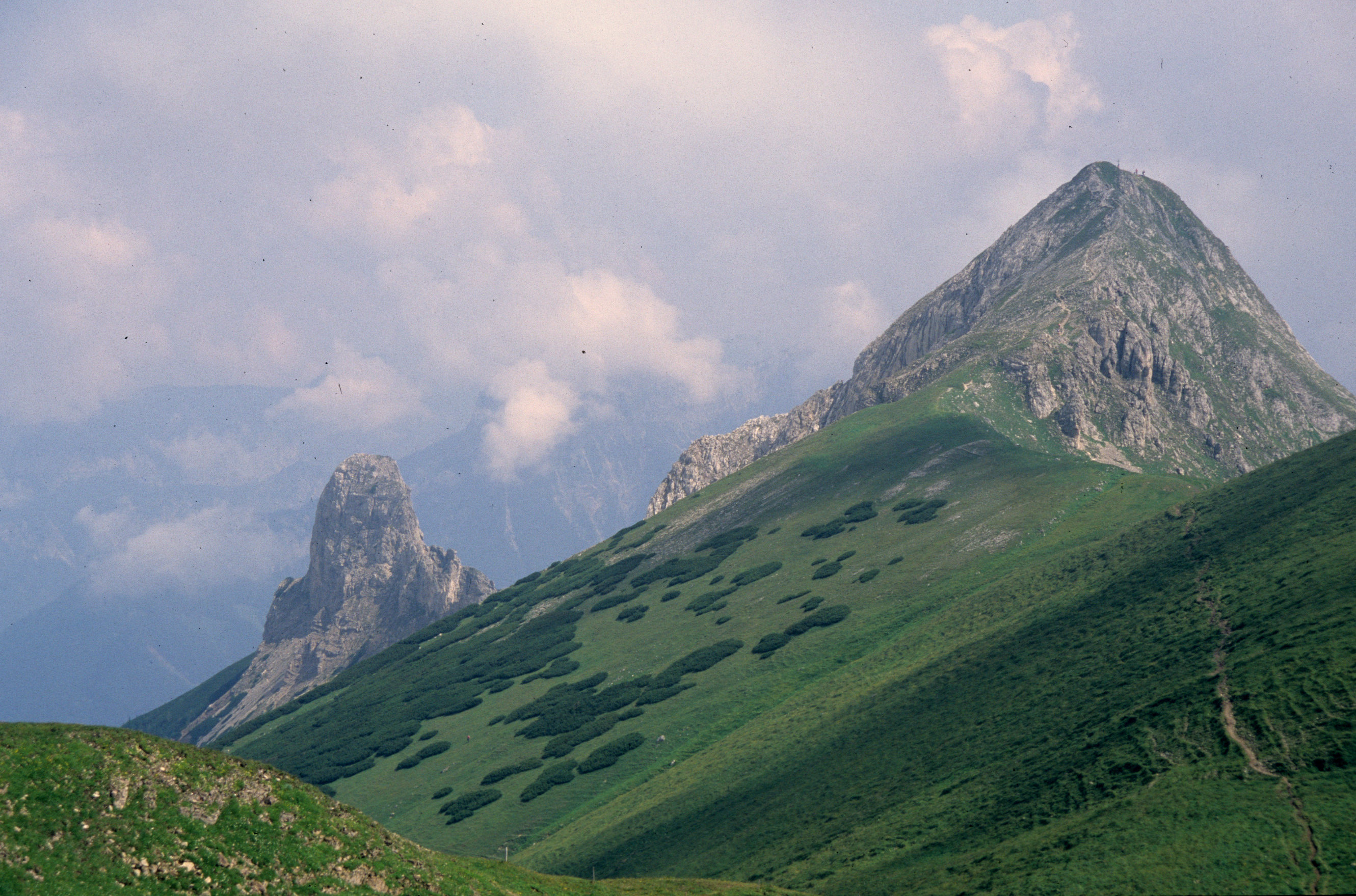
Stadelstein und Schwarzenstein, vom Wildfeldgipfel